# 윤희정 (아나운서)
윤희정(1979년 ~ )은 대한민국의 전직 방송인이다.

## 학력
- 성균관대학교 언론정보대학원 언론매체학과 수료

## 경력
2003-2006: MBN 아나운서; 생방송 뉴스, 교양프로그램 진행
2010-2011:  ‘뉴스 투나잇' 진행/ 성공창업!문을 열어라 진행/ DMB 창업프로그램’
2011-2013: KTV MC; 생방송! 경제투데이', '굿모닝 투데이 뉴스 진행
2017~2023: SBS CNBC ‘닥터Q, 내 몸을 말하다’ 단독 MC

## 교육활동
㈜와이에이 대표 (2020~ 현재)
2012~2020 IGM 겸임교수(대표강의: 김앤장 외국인변호사, 현대건설 엔지니어링 프리젠테이션 교육 등)
가톨릭관동대학교 방송연예학과 교수(2017~2018)
기업교육 : 한화증권, KT&G, SK-Tium, SK텔레콤 등

## 수상내역 및 기타 활동내역
대한임상병리사협회 홍보대사(2020~ 현재)
한국노인인력개발원 홍보자문위원(2019~ 현재)
(사)한국여성단체협의회 홍보대사(2021~ 현재)
방송통신위원회 전문용어 표준화협의회 위원(2019-2020)